# Rozz Williams
Roger Alan Painter (Pomona, California; 6 de noviembre de 1963 - West Hollywood; 1 de abril de 1998), más conocido como Rozz Williams, fue un músico gótico estadounidense de deathrock, conocido por ser el líder de los grupos Christian Death y Shadow Project (en este último junto con la que era entonces su pareja, Eva O). A menudo ha sido citado como el fundador del rock gótico estadounidense al ser el creador del deathrock en dicho país. 
Estuvo además envuelto en otros proyectos musicales como Daucus Karota, Rozz Williams & Gitane Demone, EXP y Premature Ejaculation; Rozz Williams grabó además algunos álbumes en solitario.

## Biografía

### Primeros años
Roger Alan Painter nació en Pomona, California, siendo criado en el seno de una estricta familia baptista con su hermana y sus dos hermanos.
Mientras sus hermanos mayores escuchaban bandas como Lynyrd Skynyrd, Janis Joplin y artistas similares, Rozz, desde niño prefería músicos como David Bowie, Roxy Music, T-Rex, Alice Cooper, Iggy Pop y New York Dolls. Ya siendo adolescente, en los últimos años de la década de los 70's, empezó a sentirse atraído por la escena del punk rock.

### Actuación en bandas
A los dieciséis años Roger empezó su carrera musical. Adoptó el nombre artístico de Rozz Williams a partir de una lápida que encontró en su cementerio favorito. Su primera banda fue Crawlers to No, más tarde conocidos como The Upsetters. Rozz cantaba y tocaba la guitarra, aunque la banda nunca tocó en vivo. Williams se unió más tarde a The Asexuals. Aparte de ser el vocalista principal, tocaba el órgano y la guitarra, con Jill Emery contribuyendo tanto a las voces como al bajo, y con Steve Darrow en la batería. Sus conciertos fueron limitados, y tocaron sólo en unas pocas fiestas.
Más tarde cantaría en una banda llamada Daucus Karota, con Mary Torciva a la percusión y Jay a la guitarra. Jay y Rozz formarían Christian Death a finales de 1979 con James McGearty y George Belanger. El nombre "Christian Death" es un juego de palabras, imitando al diseñador de moda Christian Dior. La banda se separaría temporalmente en 1981, y Rozz aprovechó para fundar Premature Ejaculation acompañado de Ron Athey, con quien había estado viviendo. Después de unas cuantas actuaciones (incluyendo una en la que Ron comía un gato atropellado y fingían crucifixiones), los clubs empezaron a rechazarlos por sus controvertidas puestas en escena.
Williams volvió a formar Christian Death en el verano de 1981, con McGearty y Belanger, contando además con el guitarrista Rikk Agnew, que previamente había tocado con The Adolescents. Agnew y Belanger dejaron el grupo en 1982, y fueron sustituidos por la guitarrista Eva Ortiz y el batería Rod China Figueroa. A finales de año la banda se separó de nuevo, debido a problemas con las drogas.
En 1983, Rozz formó una nueva banda bajo el nombre de Christian Death, esta vez con miembros pertenecientes a Pompeii 99, con quienes Christian Death había tocado en vivo en un show el año anterior. La nueva alineación consistía en Rozz como líder de la banda, Valor Kand a la guitarra, Gitane Demone al teclado y como voz secundaria, Constance Smith como bajista y David Glass a la batería. Rozz era el único miembro original de Christian Death, hasta que dejó el grupo en 1985. Los miembros restantes continuaron actuando y sacando algunos álbumes bajo el nombre original del grupo.
Williams sacó material en diferentes proyectos tras la salida de la banda; Premature Ejaculation fue el primero, con Ron Athey, y Shadow Project con Eva O, con la que se casó en 1987 en San Francisco. La alineación de la banda incluía a Johann Schumann (bajo), además de Barry Galvin y David Glass, ambos provenientes de los nuevos Christian Death (Valor's Christian Death).
Más adelante, Rozz reformó Shadow Project con Eva O, Jill Emery (bajo), Tom Morgan (batería), y París (teclados). Al mismo tiempo, Rozz fue cayendo bajo la influencia de la "filosofía" de Charles Manson.
Rozz tomó parte en alguna ocasión en las reuniones de Christian Death en los últimos 80 y los primeros 90, con Rikk Agnew, el guitarrista del primer álbum de Christian Death, Only Theatre of Pain. Rozz y Eva O sacaron también dos nuevos álbumes bajo el nombre de Christian Death a través de Cleopatra Records, habiendo así dos bandas bajo el mismo nombre. Valor Kand adquirió los derechos legales del nombre, y por esa razón la discográfica fue obligada a sacar los álbumes de Rozz como "Christian Death Feat. Rozz Williams".
En el verano de 1993, Shadow Project hizo una gira por Estados Unidos. La banda estaba formada por Rozz, Eva, Paris, Mark Barone (bajo) y Christian Omar Madrigal Izzo (batería). Tras este tour, Eva O y París dejaron la banda para trabajar en el CD de Demons Fall for an Angel's Kiss, en Eva O Halo Experience. Shadow Project estaba llegando a su final. Sin embargo, hicieron una gira por Alemania. Aunque las entradas y publicidad mostraban el nombre de Shadow Project, Rozz había decidido que la banda debería cambiar su nombre por Daucus Karota. Rozz cantó en la gira, Brian Butler tocó la guitarra, Mark Barone fue el bajista y Christian Omar Madrigal Izzo estuvo en la batería.

## Muerte
El 1 de abril de 1998, Williams se colgó en su apartamento de West Hollywood. Su cuerpo fue encontrado por Ryan Wildstar, su amigo y compañero de piso. Williams tenía 34 años. Un acto conmemorativo se celebró en el Teatro “El Rey”, poco después de su muerte, y un pequeño grupo de familiares y amigos ofrecieron sus cenizas a la tierra en Runyon Canyon Park, en Hollywood Hills.

## Discografía

### Christian Death
| Año  | Título                                                 |
| 1981 | Only Theatre of Pain                                   |
| 1984 | Catastrophe Ballet                                     |
| 1984 | Deathwish (EP)                                         |
| 1985 | Ashes                                                  |
| 1985 | The Decomposition of Violets (en vivo)                 |
| 1994 | The Doll's Theatre: Live Oct. 31. 1981 (en vivo)       |
| 1992 | The Iron Mask                                          |
| 1992 | Skeleton Kiss (EP)                                     |
| 1992 | Stick a Finger Down Its Throat                         |
| 1993 | The Path of Sorrows                                    |
| 1993 | Iconologia                                             |
| 1993 | Sleepless Nights: Live 1990 (en vivo)                  |
| 1993 | Invocations: 1981–1989                                 |
| 1994 | The Rage of Angels                                     |
| 1994 | Tales of Innocence: A Continued Anthology              |
| 1995 | Death in Detroit                                       |
| 1996 | Death Mix                                              |
| 1999 | The Best of Christian Death (Featuring: Rozz Williams) |

### Shadow Project
| Año  | Título               |
| 1989 | Is Truth a Crime?    |
| 1991 | Shadow Project       |
| 1992 | Dreams for the Dying |
| 1992 | Dead Babies/Killer   |
| 1998 | From the Heart       |

### Rozz Williams y Gitane Demone
- Dream Home Heartache (1995)

### Solista
- Every King a Bastard Son (1992)
- The Whorse's Mouth (1996)
- Live in Berlin (2000)

## Filmografía
- Pig (1998)
- 1334 (2012)